# WATTS
WATTS е името на седмична рубрика на европейския спортен канал Евроспорт. Стартирана през 2002 година, рубриката представя най-смешните, най-странните и най-вълнуващите моменти и събития в спорта.
В началото рубриката е коментирана от репортер, но по-късно тя остава без коментар и започват да се редуват видеоклипове с добавена подходяща музика за фон.